# Magyar Atlétikai Szövetség
A Magyar Atlétikai Szövetség (MASZ) egy sportági szövetség, amelynek feladata az atlétika népszerűsítése, valamint az amatőr és hivatásos sportesemények, versenyek összehangolása Magyarországon. A szövetség székhelye Budapesten található. A MASZ a Nemzetközi Atlétikai Szövetség teljes jogú tagja.

## Történelme
Az Olimpiai Játékok felújítása (Athén, 1896) jelentősen hozzájárult e sportág fejlődéséhez is.
A Magyar Atlétikai Club (MAC) kezdeményezésére 1897-ben alakult. Az évszázadban az atlétika fogalma alá tartozó versenyágak és az atlétikai versenysport legfőbb sporthatósága. Szakolyi Alajos a szövetség létrehozására körlevélben fordult a magyar sportegyesületekhez. A felhívás nem keltett nagy lelkesedést. A startnál a budapesti egyesületek közül 4, a vidékiek közül 3 lépett be a tagok sorába. 1903-ban már 22 egyesület fogadta el az alapszabályt és csatlakozott a szervezethez. Az első bajnoki viadal is ebben az évben zajlott le a Margitszigeten. Az 1900. évben a szövetség írta ki az első kard- és tőrvívóbajnokságot, majd 1904-ben az első vízipóló bajnokságot. 1906-ban kitört a Magyar Tornaszövetség és a Magyar Atlétikai Szövetség között a sportágak képviseleti harca. 1907-ben bírósági határozat mondta ki a sportfőhatóságok jogainak gyakorlását. Az egyre jobban megerősödő sportágak önállósodásra törekedve kiváltak a szövetségből. 1907-ben az úszósport, 1913-ban a vívósport, 1921-ben a birkózósport. 1922-ben 183 tagegyesület ünnepelte alapításának 25 éves jubileumát. A szövetség hét autonómiával felruházott vidéki kerületbe szervezve végezte szakmai munkáját.
A szövetség teljes jogú tagja az atlétikai sportok összefogására 1912-ben létrehozott Nemzetközi Amatőr Atlétikai Szövetségnek (IAAF – International Amateur Athletic Federation). Mai neve Nemzetközi Atlétikai Szövetség. Az IAAF legfelsőbb vezetője a mindenkor választott Elnök, tagjai a Tanács választott Tagjai és a Főtitkár. Ez a testület vezeti és felügyeli négyéves választott ciklusokban a nemzetközi atlétikai szövetséget. Jelenlegi székhelye Monaco.
Magyar tisztviselők az IAAF-ben
- a Tanács főtitkára: 1991-től Gyulai István
- a Tanács tiszteletbeli tagja: (1964-1996) dr. Sir József
- a Sevillai Kongresszuson (Spanyolország) dr. Pikó Károly tagja lett az IAAF Orvosi Bizottságának, Szalay Péter pedig a Média Bizottságnak.

1932-ben magyar javaslatra megalakult az Európa Bizottság, majd 1934-ben az Európai Atlétikai Szövetség. Az olaszok vállalták az I. Európa-bajnokság rendezését Torinóban. Tehát az első kiemelkedő kontinensviadal szervezői a Magyar Atlétikai Szövetség szakemberei voltak. Elsősorban Stankovits Szilárd elnök, és munkatársai, Misángyi Ottó, Moldoványi István, és Sándor Alfonz, az ő szakszerű előkészítő munkájuk érdemel elismerést.
Az Európai Atlétikai Szövetség (European Athletic Association, EAA) 1999 őszi kongresszusán ismét a Szövetség alelnökévé választotta dr. Schulek Ágostont (a Magyar Atlétikai Szövetség elnökét), Nyerges Mihályt (a MASZ alelnökét) pedig újraválasztották az EAA Marketing Bizottságának tagjai közé.
A jelentősebb atlétikai viadalok
- Európa Kupa (1965-től),
- Fedettpályás Európa-bajnokság (1970-től),
- Világ Kupa (1977-től kétévente),
- Világbajnokság (1983-tól),
- Európa-bajnokság (már 1934-től)
- Fedettpályás világbajnokság (1987-től)
- Ifjúsági világbajnokság (1986-tól)
- Utánpótlás Európa-bajnokság (1997-től).

Kiemelkedő nemzetközi sikere a magyar atlétikának, hogy Debrecen elnyerte a 2001-es II. ifjúsági világbajnokság rendezési jogát, valamint Budapesten került sor a 2004-es fedett pályás világbajnokságra. Nemzetközi sikereink között meg kell említenünk, hogy a magyar atlétika vezetői és szakemberei, lelkes segítői:
- 2 Európa-bajnokságot (1966, 1998),
- 2 Fedettpályás Európa-bajnokságot (1983, 1988),
- 1 Fedettpályás világbajnokságot (1989),
- 1 Mezeifutó világbajnokságot (1994),
- 1 Ifjúsági Európa-bajnokságot (Nyíregyháza, 1995),
- 3 Főiskolai világbajnokságot (1935, 1949, 1954),
- 1 Universiadét (Gödöllő, 1965),
- 1 Európa Kupa női A döntőt (1972),
- 1 Európa Kupa női B döntőt (1985) kifogástalanul és nagy nemzetközi elismerés mellett[forrás?] szerveztek meg és vezettek le.

## Elnökség
- 1928
  - Elnök: Stankovits Szilárd
  - Főtitkár: Nádai Jenő
- 1991
  - Elnök: Gyulai István
- 1999
  - Elnök: dr. Schulek Ágoston
  - Alelnök: Nyerges Mihály

## Sikerek, díjak
Az IAAF Veterán jelvényének magyar birtokosai, hazai és nemzetközi kiemelkedő vezetési és szervezési munkáért:
- 1928-1938 Stankovits Szilárd
- 1989-1996 Nyírő György
- 1964-1996 dr. Sir József
- 1991- Gyulai István
- 1993- Mindszenty János
- 1999- Id. Mátraházi Imre
- 2013- Gál László[1]

## Külső hivatkozások
- A Magyar Atlétikai Szövetség honlapja